# Odostomia edmondi
Odostomia edmondi is een slakkensoort uit de familie van de Pyramidellidae. De wetenschappelijke naam van de soort is voor het eerst geldig gepubliceerd in 1920 door Jordan.